# Peltariopsis
Peltariopsis je biljni rod iz porodice kupusovki (Brassicaceae). Postoje tri priznate vrste u Iranu, južnom Kavkazu i Turskoj

## Vrste
1. Peltariopsis drabicarpa (Boiss.) N.Busch
2. Peltariopsis grossheimii N.Busch
3. Peltariopsis planisiliqua (Boiss.) N.Busch